# TIS賽車場
TIS賽車場（英語：Taiwan International Speedway）位於台灣桃園市龍潭區（原桃園縣龍潭鄉）高原里，因此又被稱為龍潭賽車場或龍潭TIS（以下簡稱TIS）。
TIS設立於1993年，是台灣第一個正規的賽車場地。由台灣賽必威國際股份有限公司興建營運，中華賽車會協助規劃。TIS可供房車、機車、小型賽車（Go-Kart）比賽，賽道全長1.85公里，寬10至15公尺，八個右彎，五個左彎，全是柏油鋪面，依用途分成四個賽道。TIS除了舉行比賽之外，平時也收費讓賽車愛好者進場練車，也是國際知名的賽車手（例如日本的土屋圭市、瑞典的Eric Carlsson等）到台灣表演車技的場地。
在2005年12月，由於土地租約到期，地主不再續租。在中華賽車協會與地主協商下，地主同意再續約一年，重新鋪設跑道後於2006年3月19日以房車賽慶祝重新開幕。但由於桃園縣人口大幅增加，賽車場週邊陸續建有住宅，假日舉辦比賽時，經常遭周遭居民向環保局檢舉製造噪音，且土地使用與都市計畫分區不符規定，因而被桃園縣政府於2013年9月勒令停用，10月1日起停止營業。

## 另見
- 大鵬灣國際賽車場

## 外部連結
- 中華賽車會（页面存档备份，存于）
- Motoring Fans 玩車友網站的TIS詳細資料
- Ride/Race騎車賽車－龍潭Taiwan International Speedway(TIS)賽車場⊕漫畫運用 （页面存档备份，存于）

24°51′16″N 121°11′56″E / 24.854568°N 121.198812°E